# Mademoiselle de Maupin
Mademoiselle de Maupin  es una película coproducida entre España, Francia, Italia y Yugoslavia,  dirigida por Mauro Bolognini en 1967, y protagonizada por Tomás Milián, Robert Hossein, Mikaela Rossi-Stuart, Nino Fuscagni

## Sinopsis
Maupin, una señorita, se disfraza de hombre, y aprovechando el avance del ejército austríaco contra Francia, acabará incorporándose a filas.